# Кошаркашка репрезентација Јужног Судана
Кошаркашка репрезентација Јужног Судана представља државу у кошарци и под управом је Кошаркашког савеза Јужног Судана. Селектор репрезентације је Денг Лек, а домаће утакмице се играју у главном граду Џуби. Репрезентације је своју прву званичну међународну утакмицу одиграла 10. јула 2011. године против селекције Уганде.

## Састав
| Играч         | Висина | Године | Држава      | Тим                                |
| ------------- | ------ | ------ | ----------- | ---------------------------------- |
| Агел Ринг     | -      | 30     | Јужни Судан | -                                  |
| Кеч Нгуот     | -      | 23     | Јужни Судан | -                                  |
| Мангисту Денг | 201cm  | 16     | Јужни Судан | Маузхарт скул                      |
| Макур Пуоу    | 203cm  | 16     | Јужни Судан | Маузхарт скул                      |
| Хаким Њанг    | 216cm  | 15     | Јужни Судан | Маузхарт скул                      |
| Чијер Аџоу    | 216cm  | 17     | Јужни Судан | Војна академија Калвер             |
| Петер Џуркин  | 211cm  | 17     | Јужни Судан | Хришћанска академија Јунајтед фејт |

## Олимпијске игре
| Година       | Домет       | Пласман     | ИГ          | П           | И           | ДК          | ПК          | Разл.       |
| ------------ | ----------- | ----------- | ----------- | ----------- | ----------- | ----------- | ----------- | ----------- |
| 1936 — 2020. | Нема учешћа | Нема учешћа | Нема учешћа | Нема учешћа | Нема учешћа | Нема учешћа | Нема учешћа | Нема учешћа |
| 2024.        | Групна фаза | 9. место    | 3           | 1           | 2           | 261         | 278         | -17         |
| Укупно       | 1 учешће    | 9. место    | 3           | 1           | 2           | 261         | 278         | -17         |

## Учешћа на Светским првенствима
| Година | Домет     | Пласман   | ИГ | П | И | ДК  | ПК  | Разл. |
| ------ | --------- | --------- | -- | - | - | --- | --- | ----- |
| 2023.  | Први круг | 17. место | 5  | 3 | 2 | 456 | 431 | +25   |
| Укупно | 1 учешће  | 17. место | 5  | 3 | 2 | 456 | 431 | +25   |